# Comendador (municipio)
Comendador es un municipio de la República Dominicana, que está situado en la provincia de Elías Piña.

## Etimología
Su nombre honra a Nicolás de Ovando (Comendador de Lares).

## Distritos municipales
Está formado por los distritos municipales de:
| Nombre       | Código   |
| ------------ | -------- |
| Comendador   | 07070101 |
| Sabana Larga | 07070102 |
| Guayabo      | 07070103 |

## Historia
El 29 de noviembre de 1930 se sustituyó el nombre de Comendador para el municipio por el de Villa Elías Piña. La Ley n.º 342 del 29 de mayo de 1972 restituyó a la ciudad el nombre con el que fue fundada, Comendador.

## Economía
La principal actividad económica del municipio es la agrícola aunque los servicios terciarios han ido incrementándose, sobre todo el comercio con Haití.

## Población
Según el Censo de Población y Vivienda de 2002, el municipio tiene una población total de 25 475, de los cuales 12 574 eran hombres y 12 901 mujeres. La población urbana del municipio era de 44,71 %.

## ALCALDE
LIRIANO MORILLO
2024-2028
- Wikimedia Commons alberga una categoría multimedia sobre Comendador.

- Datos: Q617647
- Multimedia: Comendador (Elías Piña) / Q617647